# Campionatul de fotbal din Samoa
Campionatul de fotbal din Samoa este un campionat de fotbal din zona OFC.

## Echipele sezonului 2009-2010
- Adidas Soccer Club
- Apia Youth
- Central United FC 1
- Cruz Azul
- Goldstar Sogi FC
- Kiwi Soccer Club
- Moataa Soccer Club
- Moaula United FC
- Strickland Brothers (Lepea)
- Togafuafua Saints
- USP Soccer Club 1
- Vaivase-Tai

1 Echipele Central United FC și USP Soccer Club au fost excluse după finalizarea turului de campionat.

## Foste campioane
- 1979: Vaivase-Tai
- 1980: Vaivase-Tai
- 1981: Vaivase-Tai și SCOPA (împărțit)
- 1982: Alafua
- 1983: Vaivase-Tai
- 1984: Kiwi FC
- 1985: Kiwi FC
- 1986-96: necunoscut
- 1997: Kiwi FC
- 1998: Vaivase-Tai
- 1999: Moata'a
- 2000: Titavi FC
- 2001: Gold Star (Sogi)
- 2002: Strickland Brothers (Lepea)
- 2003: Strickland Brothers (Lepea)
- 2004: Strickland Brothers (Lepea)
- 2005: Tuanaimoto Breeze
- 2006: Vaivase-Tai
- 2007: Gruz Azull
- 2008: Sinamoga
- 2009-10: Moaula United FC